# Buzo militar

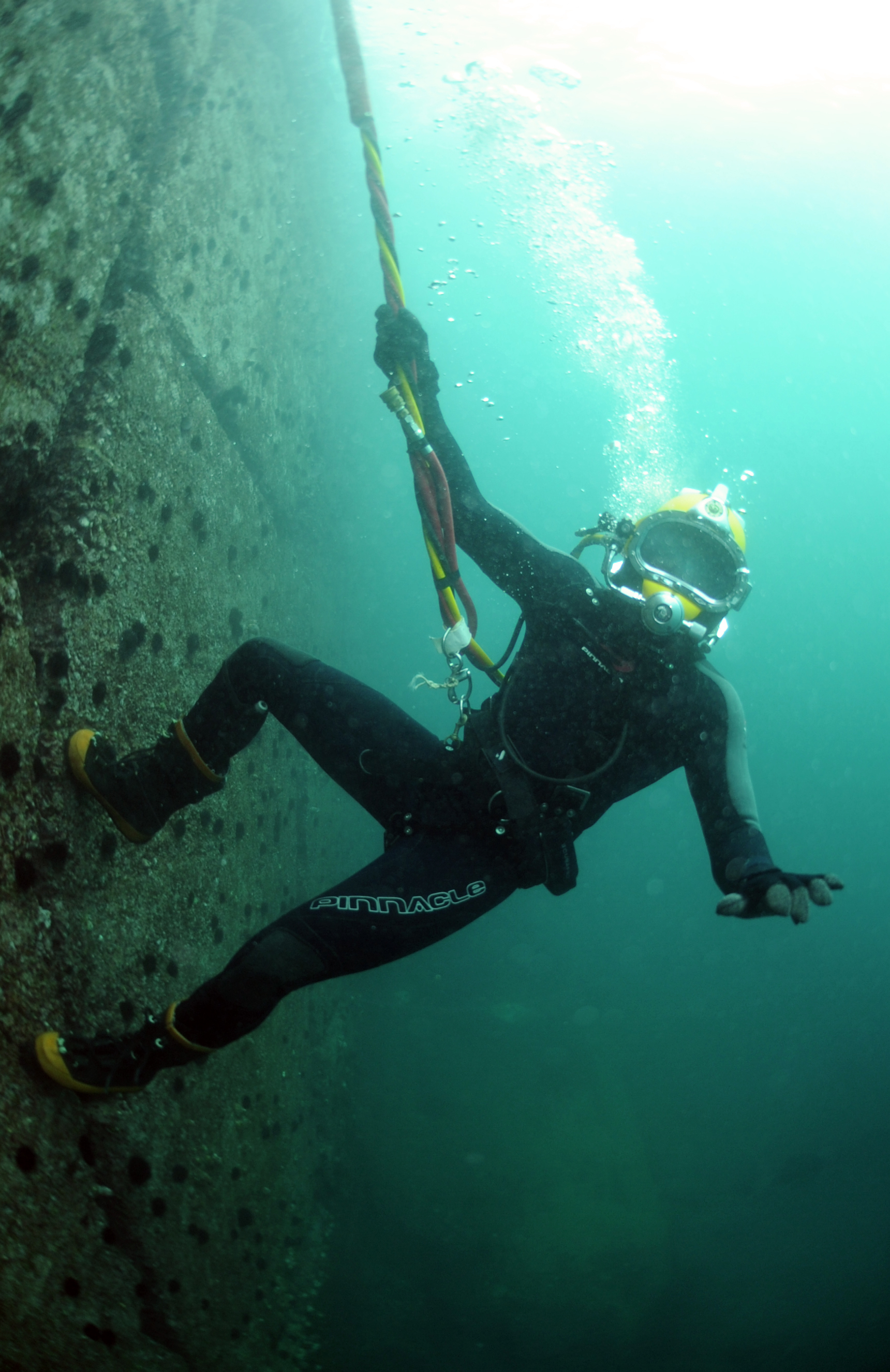
Buzo militar estadounidense en labores de entrenamiento submarino

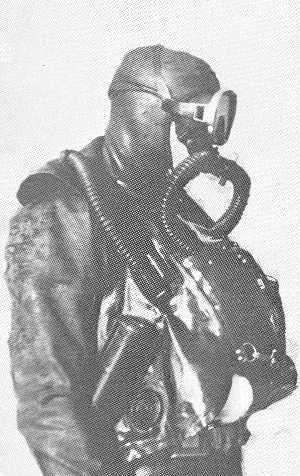
Un buzo militar francés (nageur de combat) equipado con un recirculador Oxygers, modelo utilizado desde 1957 hasta principios del.

Un buzo militar es aquel que ha recibido entrenamiento de buceo y natación de grado militar, el cual puede incluir combate. Este tipo de personal también es conocido por los nombres formales de buzo de combate, buzo combatiente o nadador de combate. Estrictamente hablando, «natación de combate» se refiere a la natación en superficie sin un aparato de respiración con el propósito de infiltración de costas o barcos. Estas acciones están históricamente relacionadas con las actividades de los buzos militares y como una importante característica de las operaciones navales especiales.
En las Fuerzas Armadas de los Estados Unidos y en la Marina Nacional de Francia los buzos militares son desplegados en misiones de asalto y son llamados «nadadores de combate». Este término se usa para referirse a los SEALs de la armada, los nadadores del Marine Recon, los nadadores de los Ranger del ejército, los EDO de la Armada Estadounidense y los nageurs de combat franceses.
Algunas unidades de buzos militares de otros países, incluyen la traducción del término en su nombre oficial, como los Frømandskorpset de Dinamarca, y los Froskemanskorpset de Noruega; otros se llaman a sí mismos «buzos de combate» o similares. Otros se llaman a sí mismos por nombres ambiguos como el «grupo especial 13» o la «unidad de operaciones especiales»”.
Varios países y algunos grupos armados irregulares despliegan o han desplegado buzos de combate.

## Herramientas y armamento utilizado bajo el agua

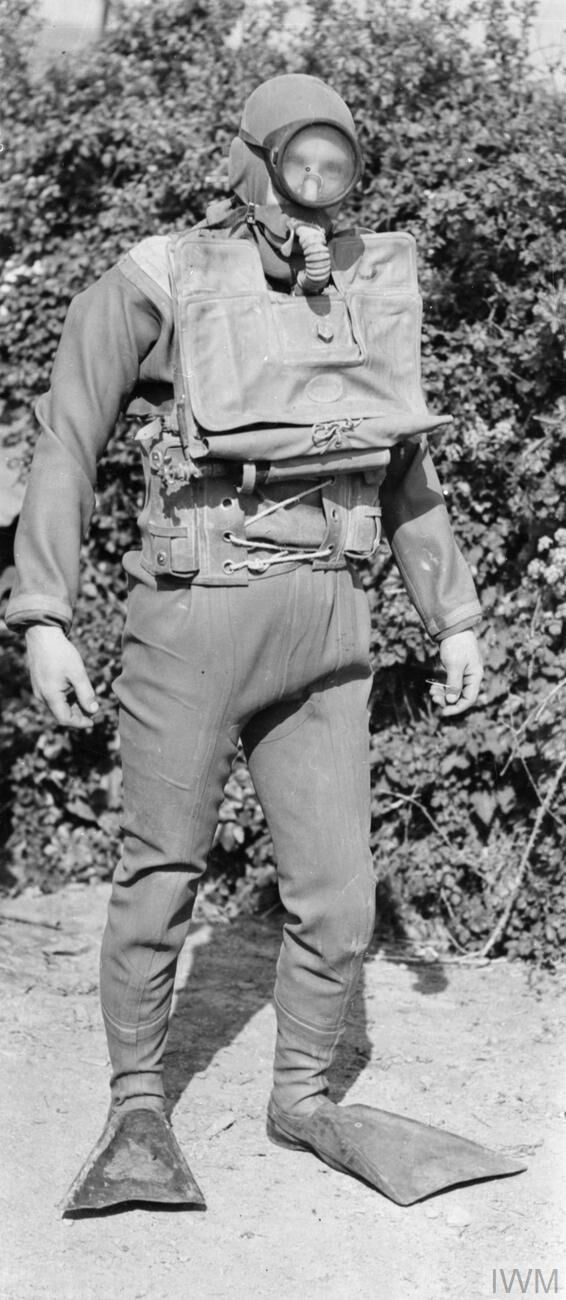
Buzo militar británico, en agosto de 1945.

El armamento utilizado por los buzos militares incluye:
- Cuchillo de combate (arma estándar)
- Arpón, utilizado para el combate

- Armas submarinas:
  - Fusil de asalto subacuático APS
  - Fusil anfibio ASM-DT
  - Pistola subacuática SPP-1
  - Heckler & Koch P11

Asimismo se pueden utilizar explosivos, tales como el c-4, granadas C13 y minas adhesivas.

## Transportes
Los buzos militares se pueden aproximar a su objetivo por medio de diversos métodos:
- Nadando todo el trayecto
- En pequeños botes o canoas
- Con un submarino con hangar de cubierta
- Por medio de un vehículo de propulsión para buceo o un torpedo humano
- En un buque de apoyo a buceo